# Ракетний завод (Миколаїв)
Ракетний завод — державне підприємство військового типу, що діяло в Миколаєві з 1871 по 1910 рр і спеціалізувалося на випуску бойових та сигнальних ракет для армії та освітлювальних й рятувальних для флоту.

## Історія створення

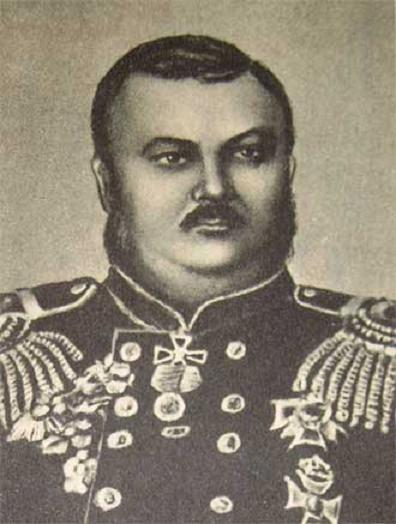
Констянтинов К. І.

Вперше питання про необхідність створення нового ракетного закладу на півдні Російської імперії було поставлено ще в середині 50-х рр. XIX сторіччя. Суттєвим недоліком Петербурзького ракетного закладу була дуже велика залежність від кліматичних умов — вимушена необхідність на тривалий період переривати роботи взимку. Тому природним було прагнення перенести заклад в південні області, де в силу більш теплого клімату можна було б проводити як виготовлення ракет, так і їх випробування протягом усього року.
Командир Петербурзького заводу, генерал-лейтенант Константинов Костянтин Іванович тим часом розробив проект нового ракетного заводу. Однак, перед тим, як приступити до його реалізації, Констянтинов вважав за необхідне познайомитися з удосконаленнями в області технології виробництва ракет, зробленими до того часу у Франції. З цією метою він у 1857 році був відряджений за кордон, де пробув близько двох років.
Одночасно весь цей час тривали пошуки найбільш гідного місця для будівництва нового ракетного закладу. Зрештою вибір припав на місто Миколаїв, околиці якого, на думку Артилерійського управління, найбільше підходили для обладнання ракетного закладу та будівництва полігону для дослідної стрілянини ракетами.

І 24 листопада 1862 року імператор Олександр ІІ дозволив відкрити новий ракетний заклад у Миколаєві. Але, тоді ще повітове містечко в Херсонській губернії було розміщено далеко від залізниць, торгових шляхів, тобто, воно не було пов'язане з містами. З'явилися перші складнощі хоча б з доставкою будівельних матеріалів. Трудовому населенню теж не було де жити та чим харчуватися. 

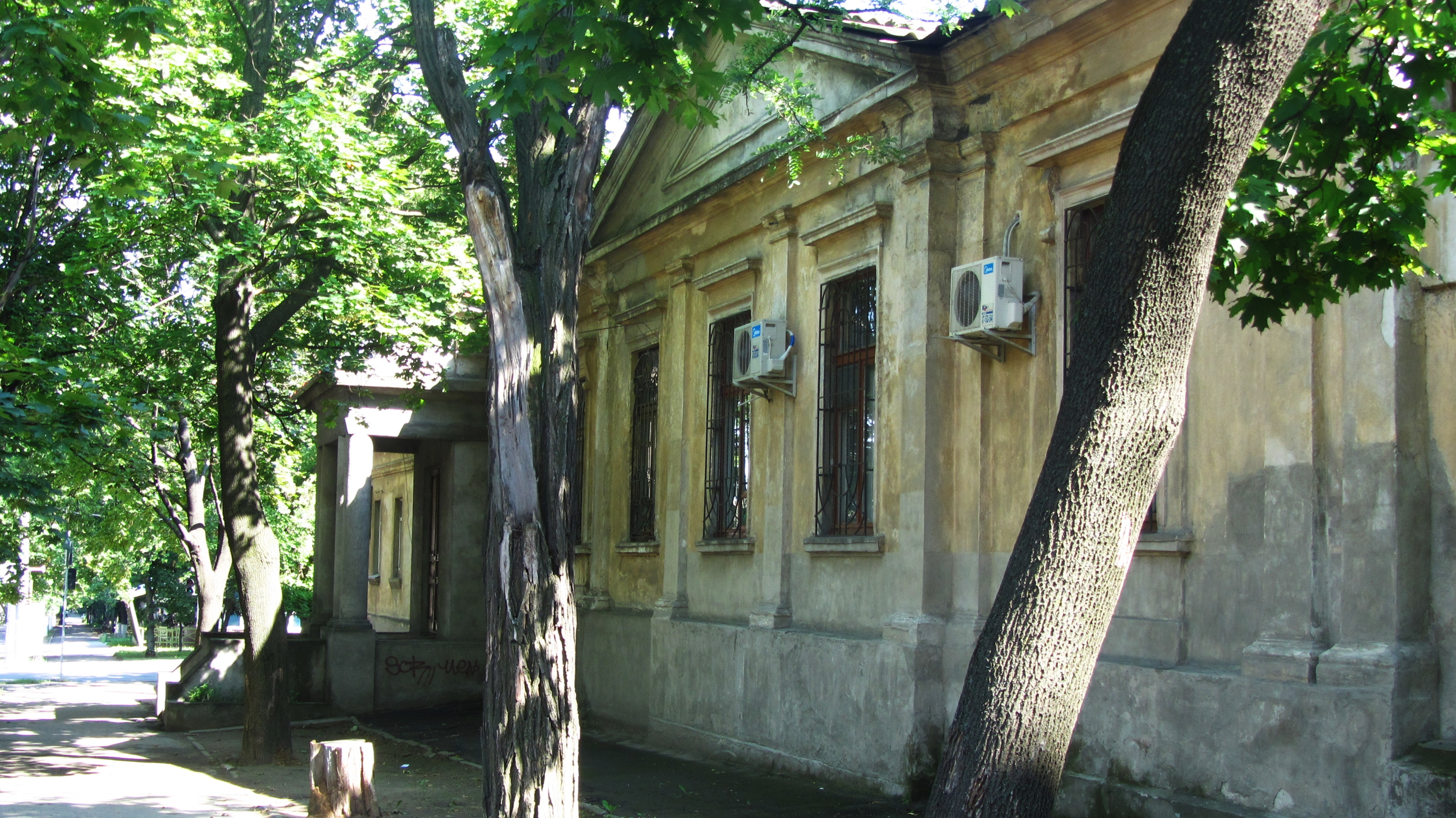
Будинок, в якому мешкав К. І. Константинов, Миколаїв, вул. Артилерійська, 11

Керівництво розташували по центральних вулицях. Завідувач виготовленням бойових ракет оселився в будинку № 18 по Купецькій Вулиці (нині Потьомкінська вулиця), а канцелярія і тимчасове управління завідувача розмістилося в будівлі на розі вулиць Спаської та Артилерійській (зараз вул. Артилерійська, д. № 11). Команді ж пощастило менше, її радо помістили в напівзруйнованому будинку місцевого купця під прізвищем Соловйов. Виправдовуючись тим, що це досить зручно, оскільки руїна знаходиться в мовляв вдалому місці.
У 1869 році будівництво заводу повільно підкрадалося до завершення. В цьому ж році практично було зведено будівлю головного корпусу довжиною в 150 сажнів, корпуси багатьох майстерень і складів. Навколо 35 будівель і забудов майбутнього закладу зведена кам'яна огорожа. Робітникам, нарешті, підшукали більш гідне житло. Будівництво об'єкту було розрахована на 4 роки, але продовжилося майже 9 років. Це було перше на території всієї Російської імперії промислове підприємство, де вироблялися бойові ракети.

## Діяльність
З відновленням виробництва бойових ракет перед керівниками Миколаївського ракетного закладу постало питання, якою має бути ракетна зброя у найближчому майбутньому. Константинов рекомендував зупинитися на дводюймових ракетах колишньої конструкції, запропонувавши лише внести деякі не дуже суттєві зміни.
Порівняно високий рівень механізації закладу повинен був дати можливість значно розширити обсяг виробництва. Константинов припускав, що Миколаївський ракетний заклад буде виготовляти щорічно 6 тисяч ракет і вказував, що випуск може бути доведений до 18 тисяч ракет на рік. Однак на практиці керівники закладу зіткнулися зі значними труднощами. Довгий час був відсутній паровий двигун, в силу чого доводилося приводити в рух машини і механізми вручну. Крім того, з'ясувалося, що гідравлічні преси для набивання ракет, виготовлені ще 1861 року, малопродуктивні, мають низку недоліків і загалом не задовольняють вимогам, котрі до них висувалися. Тому в перші роки доводилося виготовляти ракети приблизно так само, як і в Петербурзькому ракетному закладі, і максимальний випуск не перевищував 4 тисячі ракет на рік.
І, можливо б, в Миколаєві могли народитися ще дуже багато відкриттів, якби не раптова смерть великого винахідника Констянтинова в ніч на 12 січня 1871.
Невдовзі постало питання про доцільність існування Миколаївського ракетного закладу. Тут зіграло велику роль загальне зниження інтересу до бойових ракет. У 1875 р. Військова Рада, констатувавши, що бойові ракети потрібні в дуже обмеженій кількості, до того ж тільки для азійських військових округів, і підкресливши, що потреба в них при безперервно зростаючому рівні артилерійської техніки з кожним роком зменшується, запропонував Головному артилерійському управлінню розглянути питання, чи є доцільним взагалі існування спеціального ракетного закладу і чи не варто використовувати його для виробництва деяких видів артилерійського озброєння. Питання це обговорювалося протягом декількох місяців, причому висувалися такі пропозиції, як перетворення Миколаївського ракетного закладу в пороховий завод, патронний завод, в арсенально-збройові майстерні і навіть такі, як здача заводу в оренду або продаж його приватним особам. Але заклад поряд з виробництвом бойових ракет почав виготовляти рятувальні, освітлювальні та інші типи ракет, які стали незабаром основним видом продукції, яку випускав завод.
До 1876 були успішно виконані випробування і Миколаївський завод (як він нерідко називався до цього часу) приступив до виготовлення рятувальних та освітлювальних ракет для армії і флоту.
Миколаївський ракетний завод надалі став передовим механізованим підприємством. Після смерті Константинова керувати заводом став його найближчий учень Нечаєв.

В цей же час з його ініціативи почалися досліди з фугасними ракетами, спорядженими такою вибуховою речовиною як піроксилін. Пізніше Нечаєв вказував, що «в Ракетному заводі понад 20 років існувала думка застосувати викид сильно вибухових речовин ракетами, але недосконалі знання про речовини не дозволяли зробити це застосування». Однак, в міру поступового вдосконалення вибухових речовин пропозиція ця ставала все більш реальною. У 1876 р, переконавшись на підставі дослідів Морського відомства в сильній дії піроксиліну, Нечаєв запропонував виготовити піроксилінові ракети, які, на його думку, з успіхом могли застосовуватися при обстрілі не тільки будівель, артилерійських батарей, військових підрозділів, а й броненосців супротивника.

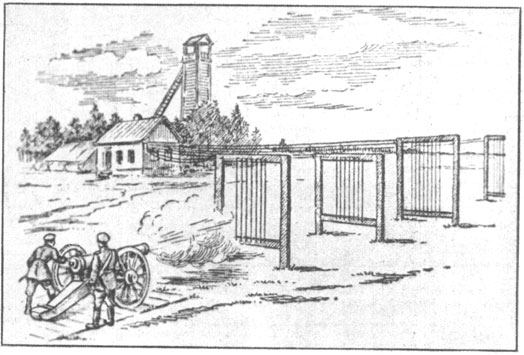
Ракетний електробалістичний маятник К. І. Константинова, який дозволяв швидко і просто виміряти тягу ракетного двигуна

Перший досвід застосування піроксилінових ракет був все ж в цілому розцінений як позитивний, і в 1878 р Миколаївському ракетному заводу був виданий новий наряд, цього разу на 800 піроксилінових ракет.
Всього за період 1877–1879 рр. на Миколаївському ракетному заводі було виготовлено 22 930 ракет, у тому числі:
- 2-дюймових бойових −12100
- 3-дюймових освітлювальних — 8000
- 3-дюймових піроксілнновик — 1280
- 4 дюймових запалювальних — 450
- 2-дюймових запалювальних — 400
- 3-дюймових рятувальних — 100

Але, зрештою, у зв'язку зі скороченням замовлень Миколаївський завод у 1910 році був закритий, і виробництво єдиного зразка тридюймових ракет переведено до Шостки. У 1911 році в будівлях заводу розмістилася радіостанція, яка обслуговувала російські війська під час Першої світової війни. З 1920-х років будівлі поступово руйнувалися, деякі з них були відремонтовані і перетворені в житлові будинки.

## Ракетна роща
Місту Костянтинов залишив не лише завод, але й так зване Ракетне Урочище — передмістя Миколаєва, Жарке літо 1869 окур було жахливим. П'ятдесят градусів спеки приневолили 25 працівників підхопити тропічну лихоманку. Адже бідолахам мало того, що не було що пити, їм навіть нікуди було елементарно сховатися від спеки, а протяги абсолютно не входили в положення городян. Константинов був у жаху. Саме дивлячись на всю цю ситуацію, великий винахідник вирішив на території ракетного закладу розсадити газони з деревами, хоча б для зменшення пилу. І після закриття Миколаївського ракетного заводу більша частина постарілих будівель була знесена, а на цьому місці остаточно розмістився житловий масив — Ракетне урочище.

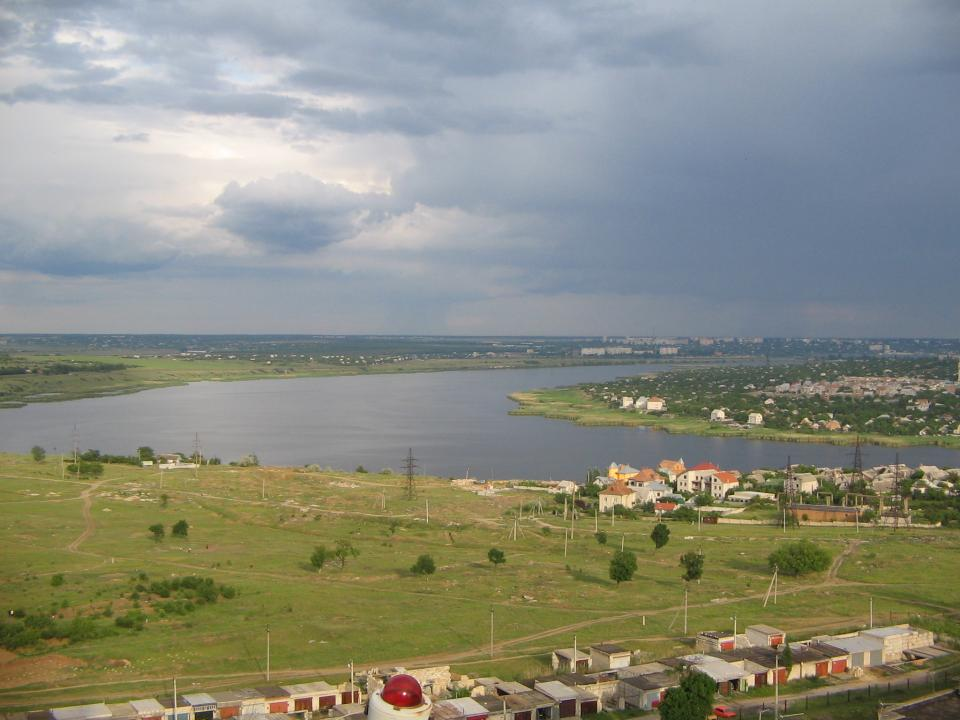
Ракетна роща

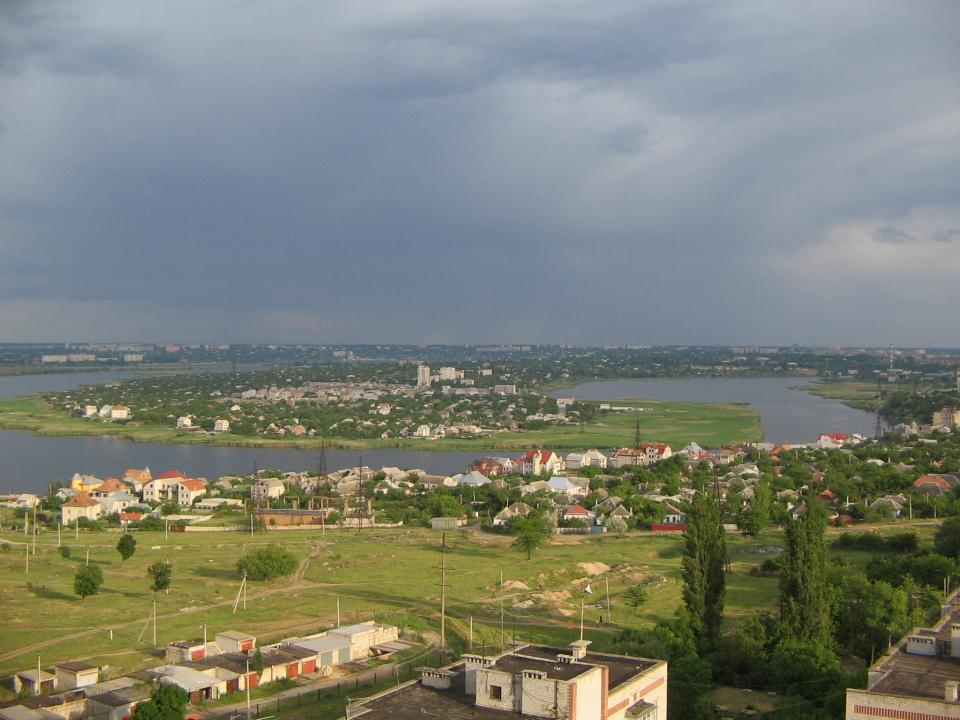
Ракетна роща